# Tilva Njagra
Tilva Njagra ili Tika Njagra („crno brdo“ na vlaškom) je paleovulkanska kupa severozapadno od Bora. Osim nje postoje i druge paleovulkanske kupe kao sto su Tilva Mika, Kumastakan i Kršja Satuluj, u atarima sela Zlot i Brestovac.

## Geografija
Tilva Njagra predstavlja morfološki najizrazitiju paleovulkansku kupu u Crnorečkoj eruptivnoj oblasti. Nalazi se na prostoru između Brestovačke banje, Borskog jezera i Zlota. Ona dostiže visinu od 770 m a njen vrh poravnat je usled dejstva erozije. Tilva Njagra sa bočnom (parazitskom) kupom Tilva Mikom (visokom 626 m) čini jedinstvenu celinu. Glavna i parazitska kupa dižu se 200 m, odnosno 120 m iznad okolnog zemljišta. Tilva Njagra predstavlja ostatak prave vulkanske kupe (očuvana je forma pravog vulkana), ima simetrične strane sa tragovima kratera na vrhu, a potiče iz doba gornje krede. Površinski rečni tokovi u podnožju teku kružno oko glavne kupe ali nigde nisu raščlanili padine kupe. Na ovakav raspored rečne mreže uticao je inicijalni vulkanski reljef, što pokazuje da kupa nije erozivnog porekla. Jovan Cvijić je navodio da je kupa Tilva Njagre izgrađena pri vrhu od tufoznog i kaoliniziranog andezita, a da Tilva Mika ima nesumnjivo oblik kratera.
Aktivnost tadašnjih vulkana trajala je oko 30 miliona godina. Tim krajem su dominirali ogromni stratovulkani, visine čak nekoliko hiljada metara. Jedan od najvećih nalazio se na mestu na kome je danas Bor. Vulkanizam se odvijao u kopnenim uslovima, ali se vulkanski front vremenom premeštao na zapad, što se dešavalo zajedno sa stvaranjem morskog basena. Erupcije su postale slabije, dešavale su se ispod površine mora ili su se stvarala vulkanska ostrva. Tektonski pokreti koji su sledili doveli su do izdizanja ili spuštanja nivoa mora i prestanaka aktivnosti vulkana u celom području. Novonastali uslovi, toplo i plitko more, bili su idealni za stvaranje kolonija organizama, od kojih su neki živeli samo u to vreme kao što su rudisti, a neki su bili srodni recentnim stanovnicima koralnih sprudova. Danas ovim krajem dominira zaobljen reljef, ponegde čak ravničarski, gde hipsometrijske razlike nisu značajne, zbog uticaja endogenih i egzogenih sila.

## Ekologija
U novije vreme je pokrenuto pitanje istraživanja i eksploatacije rudnog bogatstva na lokaciji Tilva njagra, za šta su zainteresovani i strani investitori. Ipak, postoje mišljenja da to može da ugrozi prirodu tog kraja, ali i stanovništvo koje je izgradilo preko 1.000 vikend kuća. Kao posledice, između ostalih se navodi i zagađivanje okolnih vodotokova, dok bi jalovina rudnika prekrila ekosisteme koje čovek nije naselio. Prema navodima „Danas“-a, stručnjaci iz Beograda su upozorili da se na tom području nalaze kanjoni sa netaknutom prirodom, stotine pećina i ogromna šumska prostranstva, pa bi narušavanje tog predela bila ogromna šteta za prirodu tog kraja.

## Galerija
- Pogled sa obale Borskog jezera
- Uspon na Tilva Njagru.
- Uspon na Tilva Njagru.
- Uspon na Tilva Njagru.
- Uspon na Tilva Njagru.
- Uspon na Tilva Njagru.
- Uspon na Tilva Njagru.
- Jedan od vidikovaca.
- Jedan od vidikovaca.
- Uspon na Tilva Njagru.

## Literatura
- Natura br. 12: „Vulkani Srbije“
- - мапа
- Tageo: Tilva Njagra
- Razvoj seoskog turizma[мртва веза]
- Glas javnosti: „Borani brane jezero“ Архивирано на веб-сајту  (4. март 2016)